# Kanton Anse
Anse is een kanton van het Franse departement Rhône. Het kanton maakt deel uit van het arrondissement Villefranche-sur-Saône. Het heeft een oppervlakte van 114,41 km² en telt 37.767 inwoners in 2017, dat is een dichtheid van 330 inwoners/km².

## Gemeenten
Het kanton Anse omvatte tot 2014 de volgende 15 gemeenten:
- Alix
- Ambérieux
- Anse (hoofdplaats)
- Belmont-d'Azergues
- Charnay
- Chazay-d'Azergues
- Lachassagne
- Liergues
- Lozanne
- Lucenay
- Marcy
- Morancé
- Pommiers
- Pouilly-le-Monial
- Saint-Jean-des-Vignes

Door de herindeling van de kantons bij decreet van 27 februari 2014, met uitwerking in maart 2015, omvat het kantons sindsdien volgende 15 gemeenten:
- Ambérieux
- Anse (hoofdplaats)
- Chasselay
- Chazay-d'Azergues
- Les Chères
- Civrieux-d'Azergues
- Dommartin
- Lachassagne
- Lentilly
- Lozanne
- Lucenay
- Marcilly-d'Azergues
- Marcy
- Morancé
- Pommiers

Anse · L'Arbresle · Belleville · Brignais · Genas · Gleizé · Mornant · Saint-Symphorien-d'Ozon · Tarare · Thizy-les-Bourgs · Val d'Oingt · Vaugneray · Villefranche-sur-Saône